# Ernesto Picchioni
Ernesto Picchioni, detto "Il mostro di Nerola" o "Il mostro della Salaria" (Ascrea, 3 maggio 1906 – Porto Azzurro, 9 settembre 1967), è stato un serial killer italiano, responsabile dai 6 ai 16 omicidi, tutti commessi a Nerola.

## Biografia
Nato nel 1906 ad Ascrea in provincia di Rieti, si trasferì a Nerola in provincia di Roma nel 1944 in una casa fatiscente al km 47 della via Salaria con la moglie Angela Lucarelli e i quattro figli. Ai Carabinieri che chiesero di cosa viveva, lui rispose "guadagno vendendo lumache". Nel 1946 scontò quattro mesi di carcere per aver aggredito, colpendolo con una pietra alla testa, il proprietario del fondo in cui abitava abusivamente. Nel terreno intorno alla casa vennero trovati quattro cadaveri, oltre ad alcuni cani uccisi e resti di biciclette smontate; anche intorno al paese vennero trovati altri due cadaveri - quello di un tredicenne e di un uomo anziano - ma per questi non venne provato il collegamento con lui.

### Modus operandi
Abitando in una casa a due piani occupata abusivamente, fatiscente e isolata, presso il km 47 della via Salaria, seminava chiodi piegati ad arte per bucare le ruote delle biciclette. Quando gli sventurati andavano a chiedere aiuto nel suo casolare, gli offriva del cibo e un giaciglio se li vedeva abbienti, poi durante la notte li uccideva e li derubava dei loro averi.

### Omicidi e arresto
Il 3 maggio 1947, giorno del suo 41° compleanno, Picchioni uccise l'impiegato romano Alessandro Daddi. Quella sera, il Ducati Cucciolo di Daddi, diretto a Contigliano, accusò un guasto presso il km 47 della via Salaria, dove viveva Picchioni. Questo accolse in casa lo sventurato offrendogli olio e mastice per far ripartire il motore, e Daddi accettò. Tuttavia, mentre era intento a riparare il suo mezzo, Daddi fu colpito alle spalle da Picchioni con una mazza ferrata e infine sgozzato con un coltello da cucina. L'omicidio avvenne sotto gli occhi della moglie Angela e del figlio Angelo, che furono minacciati di morte da Picchioni se avessero rivelato quanto visto. 
Dopo la scomparsa di Daddi, le autorità cominciarono a sospettare di Picchioni in quanto era stato visto girare in paese a bordo di un mezzo simile a quello della persona appena scomparsa. Fu arrestato nell'ottobre 1947 solo in base a questo sospetto, ma una volta interrogati la moglie Angela e i tre figli emerse fuori la verità che le autorità cercavano. 
Proprio grazie alle testimonianze della moglie e dei figli venne rivelato che Picchioni aveva ucciso anche l'avvocato romano Pietro Monni, scomparso il 5 luglio 1944. Esattamente come nel caso di Daddi, Monni chiese aiuto a Picchioni poiché la sua bicicletta aveva una ruota bucata. Picchioni lo fece entrare in casa offrendogli ciò che aveva chiesto, ma poco dopo lo freddò con un colpo di fucile dietro la testa. Picchioni seppellì sia il corpo di Monni che quello di Daddi nel suo giardino, dove furono trovati resti umani appartenenti ad altre vittime, rimaste però senza nome.
Stando alle parole dei familiari, Picchioni avrebbe ucciso molte altre persone, un numero che va dalle 6 accertate fino alle 16 ipotizzate. Tuttavia, Alessandro Daddi e Pietro Monni sono le uniche due vittime identificate del Mostro di Nerola.
Inizialmente Picchioni si dichiarò innocente, ma successivamente confessò i suoi omicidi attribuendo loro però un significato politico. L'uomo, fervente comunista ed ex partigiano, sosteneva di aver ucciso le sue vittime perché queste lo volevano obbligare ad entrare a far parte del Partito d'Azione.

### Condanna, detenzione e morte
Venne prima deportato per una notte nel carcere del castello di Palombara Sabina, poi fu portato in quello di Civitavecchia; venne in seguito condannato a due ergastoli e 26 anni di prigione il 12 marzo 1949. L'unica sua difesa fu un improbabile movente politico (iscritto al PCI, Partito Comunista Italiano) per i suoi delitti. Si vantava anche di aver ucciso due militari tedeschi in ritirata. Dopo aver tentato di aggredire papa Giovanni XXIII durante una visita in carcere, venne portato nel carcere di massima sicurezza di Porto Azzurro nell'Isola d'Elba, dove nel 1967 morì a causa di un arresto cardiaco, a 61 anni d'età.
Non ricevette in carcere mai nessuna visita dai parenti anche perché affermava che li avrebbe uccisi nel momento in cui li avesse visti. Le figlie Carolina e Gabriella dopo l'arresto del padre vennero adottate nel 1952 dall'imprenditore Robert Wilbraham Fitz Aucher, benefattore e magnate dell'acciaio, ricevendo in eredità 2 milioni di dollari.

## Influenza culturale
Il caso ebbe un grande seguito di pubblico, tanto da ispirare diverse pubblicazioni a diffusione popolare, come i fogli volanti per cantastorie che ne hanno riportato, in rima, le vicende. Al "mostro della Salaria" è ispirato il racconto I nostri graffiti da Le ombre bianche di Ennio Flaiano.
Nel film Totò contro i quattro, ne viene menzionato il nome che i media diedero all'assassino: Totò, rivolgendosi ad Aldo Fabrizi quando gli chiede l'indirizzo di uno scassinatore per poterlo aiutare ad aprire una serratura rotta, risponde: "Sicché quando deve tirare il collo a una gallina che fa? Chiama il mostro della Salaria!?"